# Kaita (sjö i Nyslott, Södra Savolax)
Kaita är en sjö i kommunen Nyslott i landskapet Södra Savolax i Finland. Sjön ligger 86 meter över havet. Den är 21,95 meter djup. Arean är 2,55 kvadratkilometer och strandlinjen är 23,8 kilometer lång. Sjön  ingår i Vuoksens huvudavrinningsområde.   Sjön är långsträckt mot nordväst från Paasivesi. Den ligger omkring 110 kilometer nordöst om S:t Michel och omkring 320 kilometer nordöst om Helsingfors. 
I sjön finns öarna Pääsaari, Välisaaret och Kanavasaari. 
Öster om Kaita ligger Kaita Vuokalanjärvi. 